# Marie-Jeanne de Talleyrand-Périgord
Marie-Jeanne de Talleyrand-Périgord, durch ihre Ehe Duchesse de Mailly (* 4. August 1748 in Versailles; † vor 1792), war eine französische Aristokratin, die von 1775 bis 1781 als Dame d’atours der Königin Marie Antoinette fungierte.

## Leben
Als Tochter von Gabriel Marie de Talleyrand-Périgord, Comte de Périgord (1726–1797), und Marie-Françoise-Marguerite de Talleyrand, Princesse de Chalais, gehörte sie zur Hofaristokratie: Ihr Vater war Menin des Dauphins Louis Ferdinand de Bourbon, des Vaters von Ludwig XVI., gewesen, ihre Mutter und ihre Großmutter Palastdamen der Königin Maria Leszczyńska. Sie hatte einen Zwillingsbruder, der am 20/21. April 1752 starb und dessen Name nicht bekannt ist.
Mit Ehevertrag vom 17. und 18. Januar 1762 heiratete Marie-Jeanne am 25. Januar 1762 Louis-Marie de Mailly (* 23. November 1744; † 6. Dezember 1792), der damals den Titel Marquis de Mailly trug. Keines der beiden Kinder, die sie mit ihm hatte, erreichte das Erwachsenenalter:
- Marie Joséphine (* 15. November 1769; † 18. November 1769)
- Gabriel Marie (* 22. Februar 1772; † 23. Februar 1774)

Marie-Jeanne erhielt 1770 das Amt Dame pour accompagner la Dauphine, das mit der Thronbesteigung Ludwigs XVI. 1774 zur Palastdame der Königin wurde. Als Marie Antoinette 1775 erreichte, dass Laure Auguste de Fitz-James, Princesse de Chimay, Anne d’Arpajon, Comtesse de Noailles, als Première dame d’honneur ersetzte, wurde die Marquise de Mailly im Oktober des Jahres ihre Nachfolgerin als Dame d‘atours. Als der Marquis de Mailly 1777 die Honneurs du Louvre erhielt, wurde sie als Duchesse de Mailly bekannt. 1781 gab sie ihr Hofamt auf, sie starb vor ihrem Ehemann.